# Liste der Bodendenkmale in Ammersbek
In der Liste der Bodendenkmale in Ammersbek sind die Bodendenkmale der Gemeinde Ammersbek nach dem Stand der Bodendenkmalliste des Archäologischen Landesamts Schleswig-Holstein von 2016 aufgelistet.
| Denkmal-ID           | Befundart           | Bezeichnung                   | Zeitstellung                 | Lage                                                  | Bemerkungen | Bild |
| -------------------- | ------------------- | ----------------------------- | ---------------------------- | ----------------------------------------------------- | ----------- | ---- |
| aKD-ALSH-Nr. 004 991 | Grabmal > Grabhügel | Grabhügel                     | Vor- und/oder Frühgeschichte | (x-re:) 576.340 : (y-ho) 5.947.583 ETRS89/UTN Zone 32 |             |      |
| aKD-ALSH-Nr. 004 992 | Grabmal > Grabhügel | Grabhügel                     | Vor- und/oder Frühgeschichte |                                                       |             |      |
| aKD-ALSH-Nr. 004 993 | Grabmal > Grabhügel | Grabhügel                     | Vor- und/oder Frühgeschichte |                                                       |             |      |
| aKD-ALSH-Nr. 004 994 | Grabmal > Grabhügel | Grabhügel                     | Vor- und/oder Frühgeschichte |                                                       |             |      |
| aKD-ALSH-Nr. 004 995 | Grabmal > Grabhügel | Grabhügel                     | Vor- und/oder Frühgeschichte |                                                       |             |      |
| aKD-ALSH-Nr. 004 996 | Grabmal > Grabhügel | Grabhügel                     | Vor- und/oder Frühgeschichte |                                                       |             |      |
| aKD-ALSH-Nr. 004 997 | Befestigung > Burg  | Burg/Motte/Ringwall/Turmhügel | Mittelalter                  |                                                       |             |      |